# 希洛克區

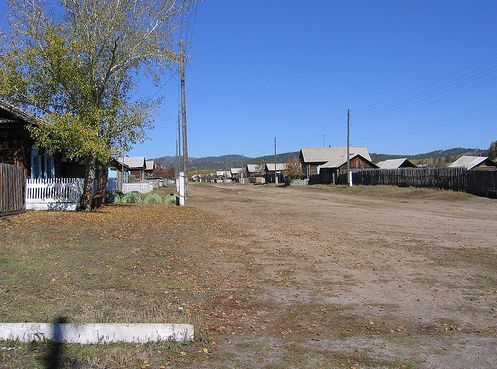

51°25′12″N 111°02′35″E / 51.420°N 111.043°E
希洛克區（俄语：Хилокский район），是俄羅斯的一個區，位於該國西部，由外貝加爾邊疆區負責管轄，始建於1935年2月11日，面積14,800平方公里，2010年人口31,760，人口密度每平方公里2.15人。